# Abu Bakr Buera
Abu Bakr Buera es un jurista y político libio partidario del federalismo cirenaico y miembro de la Cámara de Representantes de Libia.
Buera fue elegido el 20 de julio de 2011 como jefe del comité de la Conferencia Nacional para el Federalismo Cirenaico, propuesta como una solución para alcanzar la estabilidad en la región tras la caída de Gadafi. Más tarde se le nombró presidente del Partido de la Unión Federal Nacional, el primer grupo político en demandar el federalismo como alternativa.
El 3 de agosto de 2014 se lo nombró Presidente de la Cámara de Representantes de Libia, al ser su miembro más anciano, hasta que fue sustituido dos días después por Aguila Issa de forma definitiva.